# Queen's Blade: Spiral Chaos
Queen's Blade: Spiral Chaos (クイーンズブレイド スパイラルカオス?) è un videogioco pubblicato dalla Namco Bandai per PlayStation Portable il 17 dicembre 2009 esclusivamente in Giappone. Si tratta di un videogioco di ruolo ispirato all'anime Queen's Blade.